# Sjever-sjeverozapad
Sjever-sjeverozapad (eng. North by Northwest) je slavni američki humorni triler iz 1959. kojeg je režirao Alfred Hitchcock. Nakon što je snimio “Vrtoglavicu”, Hitchcock se odlučio za nesimboličnu i zabavnu priču. Komplicirana radnja se vrti oko nevinog čovjeka (Cary Grant) kojeg su agenti tajnovite organizacije zamijenili za špijuna koji im želi pomutiti planove za krijumčarenje mikrofilma. Film se smatra jednim od najboljih Hitchcockovih ostvarenja.

## Filmska ekipa
Režija: Alfred Hitchcock
Glume: Cary Grant (Roger O. Thornhill), Eva Marie Saint (Eve Kendall), James Mason (Phillip Vandamm), Jessie Royce Landis (Clara Thornhill), Martin Landau (Leonard) i dr.

## Radnja
New York. Roger Thornhill, uspješni stručnjak za reklame, je slučajno dignuo ruku u jednom hotelu kada je concierge zvao nekog gospodina Georgea Kaplana da se javi na telefon. Od tog trenutka biva zamijenjen za Kaplana te otet od nekih kriminalaca. Oni ga odvedu u vilu nekog Phillipa Vandamma koji ga počne ispitivati. Kada mu Roger uporno počne odgovarati da nije Kaplan, ovi ga se odluče riješiti; prisilno ga napiju i puste u automobilu prema provaliji, kako bi izgledalo kao smrtni slučaj. No Roger se trgne i uspije preusmjeriti auto. No tada ga uhapsi policajac i optuži da je vozio pijan. Kada se vrati kući, čak mu niti majka neće vjerovati da je otet i prisiljen da je vozio. 
Kako bi otkrio pravog Kaplana, odlazi u njegovu hotelsku sobu gdje nalazi fotografiju nekog g. Townsenda koji bi trebao održati govor u zgradi skupštine UN-a. Upravo kada ga sretne, netko baci nož na Townsenda. Njegov leš padne na Rogera koji mu brzo ukloni nož, no zbog toga ga svi u zgradi optuže za ubojstvo. Ni kriv ni dužan, Roger se da u bijeg diljem zemlje kako bi našao prave ubojice. U vlaku sretne plavušu Eve koja mu pomogne sakriti se. Nakon raznih peripetija, on konačno otkriva da je neki profesor izmislio Kaplana kako bi uhvatio Phillipa koji kani prokrijumčariti tajni mikrofilm, a da je Eve također tajna agentica koja glumi njegovu ljubavnicu, te da je sada zbog njegovog uplitanja u opasnosti. Na planini Rushmore nalazi Phillipovo tajno skrovište te uspijeva upozoriti Eve. Na kraju ona ostane visjeti na litici Rushmorea, ali ju on spasi te se tada pojavi policija. Njih dvoje se na kraju vjenčaju.

## Nagrade
- 3 nominacije za Oscara (najboji scenarij, montaža, scenografija).
- Nominacija za Directors Guild of America (najbolja režija).

## Zanimljivosti
- Cary Grant nije znao o čemu se radi u priči ni nakon što je snimio trećinu filma.
- James Stewart se je jako zanimao za ovaj film te je molio Alfreda Hitchcocka da glumi u njemu. No Hitchcock ga je odbio dijelom jer ga je smatrao prestarim, dijelom jer je njihov posljednji zajednički film „Vrtoglavica“ postigao jako slab komercijalni uspjeh. MGM je predložio da u filmu glumi Gregory Peck, no Hitchcock se odlučio za Carya Granta.
- Producenti nisu dobili dozvolu snimati film u zgradi UN-a, pa su zabilježili interijere prostorija skrivenom kamerom da bi ih kasnije kopirali u studiju.
- Rečenica Eve Marie Saint u filmu “Nikada ne vodim ljubav sa praznim želucem” je kasnije presinkronizirana u “Nikada ne razgovaram o ljubavi s praznim želucem” jer su se producenti bojali cenzora.
- Hitchcock se pojavljuje na početku filma nakon uvodne špice; glumi čovjeka koji zakasni par sekundi na autobus.
- Hitchcock je sreo scenarista Ernesta Lehmana za vrijeme ručka te je žarko želio raditi s njim. Na kraju ga je poslao da napiše scenarij dajući mu samo tri ideje; zamijena identiteta, zgrada UN-a i potjera preko spomenika lica predsjednika na planini Rushmore ( zbog čega se Hitchcock šalio da bi naslov trebao biti “Čovjek u Lincolnovom nosu”).
- Glavni lik Thornhill se gotovo tijekom cijelog filma stalno nalazi na lijevoj strani ekrana.

## Kritike
Kritičari su većinom hvalili film. Tako je Brian Webster napisao: "Ako vas netko ikada pokuša uvjeriti da nisu pravili uzbudljive i zabavne filmove u 1950-ima, "Sjever-sjeverozapad" bi trebao biti prvi dokaz koji bi trebao razbiti tu tvrdnju. Ovaj film iz 1950-ih je uzbudljiv. Zabavan. Pametan. Čak je i seksi. Kada sve to dodate imate uistinu krasan film - jedan od najboljih svih vremena kojeg možete gledati opet i opet bez da vam bude dosadno...Ovo nije jedan od dubljih Hitchcockovih filmova, ali je sigurno jedan od njegovih najzabavnijih", kao i Jeffrey M. Anderson: "Hitchcockov "Sjever-sjeverozapad" je stekao reputaciju jednog od njegovih najboljih ostvarenja. To je sigurno jako zabavan film, ali nakon njegovog najmračnijeg i najboljeg filma "Vrtoglavica" i prije njegovog revolucionarnog "Psiha", u usporedbi se čini da je nešto manje vrijedan..."Sjever-sjeverozapad" je još uvijek klasik, pošto je došao iz Hitchcockove najkreativnije faze, ali mu ipak nedostaje neka sitnica da bi postao uistinu velik". Fred Topel je također pisao pohvale: "Klasik za sva vremena. Briljantan film potjere, briljantna scenografija, a samo efekti pokazuju starost filma".

## Vanjske poveznice
- Sjever-sjeverozapad u internetskoj bazi filmova IMDb-a
- Recenzije na Rottentomatoes.com
- Hitchcock fans.com  Arhivirana inačica izvorne stranice od 6. prosinca 2006. (Wayback Machine)
- North-by-Northwest.com  Arhivirana inačica izvorne stranice od 5. rujna 2011. (Wayback Machine)
- Filmsite